# Opération Ellamy

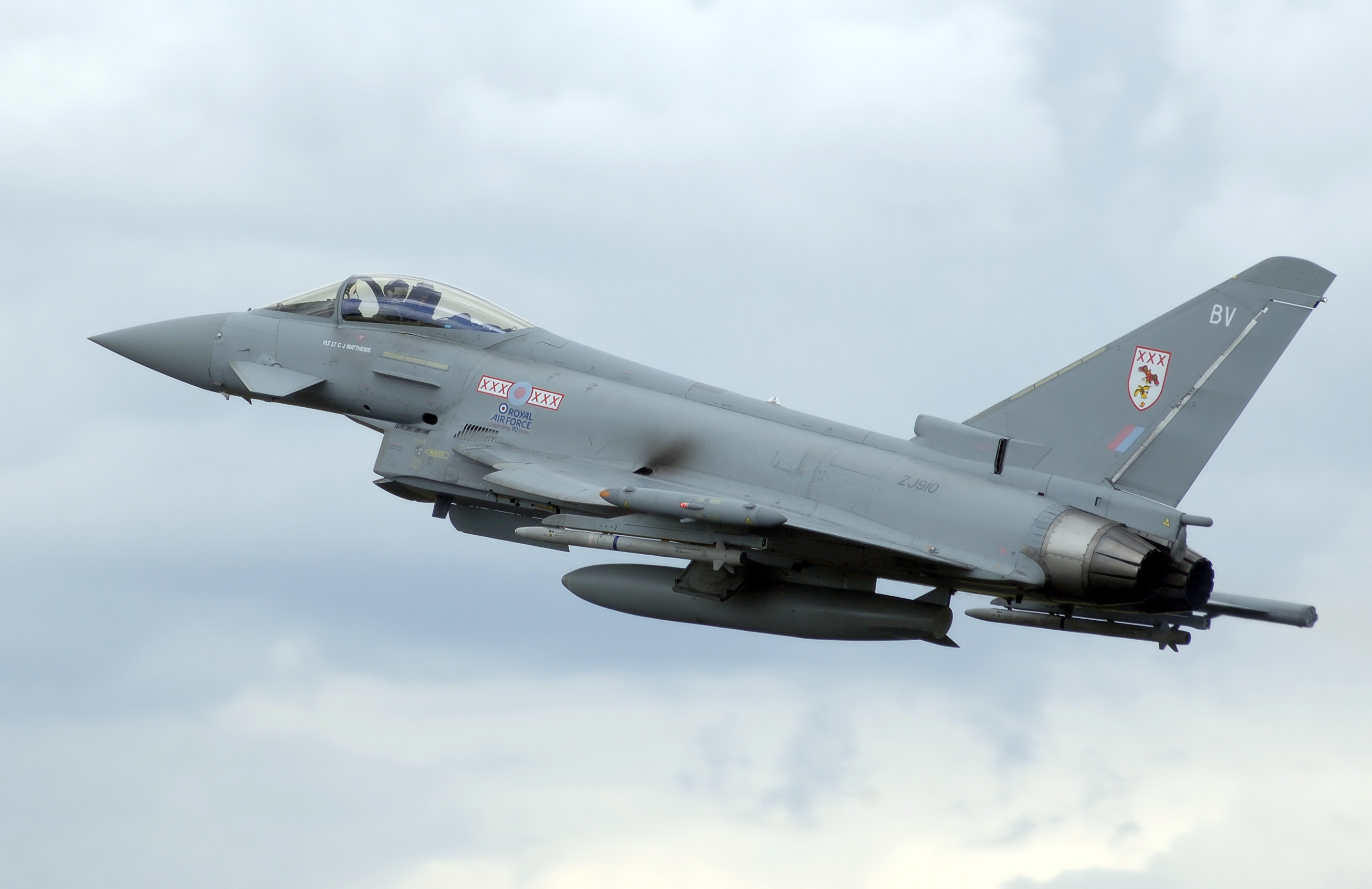
Un Eurofighter Typhoon de la Royal Air Force.

L'opération Ellamy est la contribution britannique à l'intervention militaire de 2011 en Libye dans le cadre de la guerre civile libyenne dans le but de faire respecter la résolution 1973 du Conseil de sécurité des Nations unies.

## Forces navales en présence
Les navires déployés par la Royal Navy dans le cadre de l'opération sont le : HMS Triumph, HMS Turbulent, HMS Cumberland, HMS Liverpool, HMS Iron Duke, HMS Sutherland, HMS Brocklesby, HMS Bangor et HMS Ocean.

## Historique de l'opération

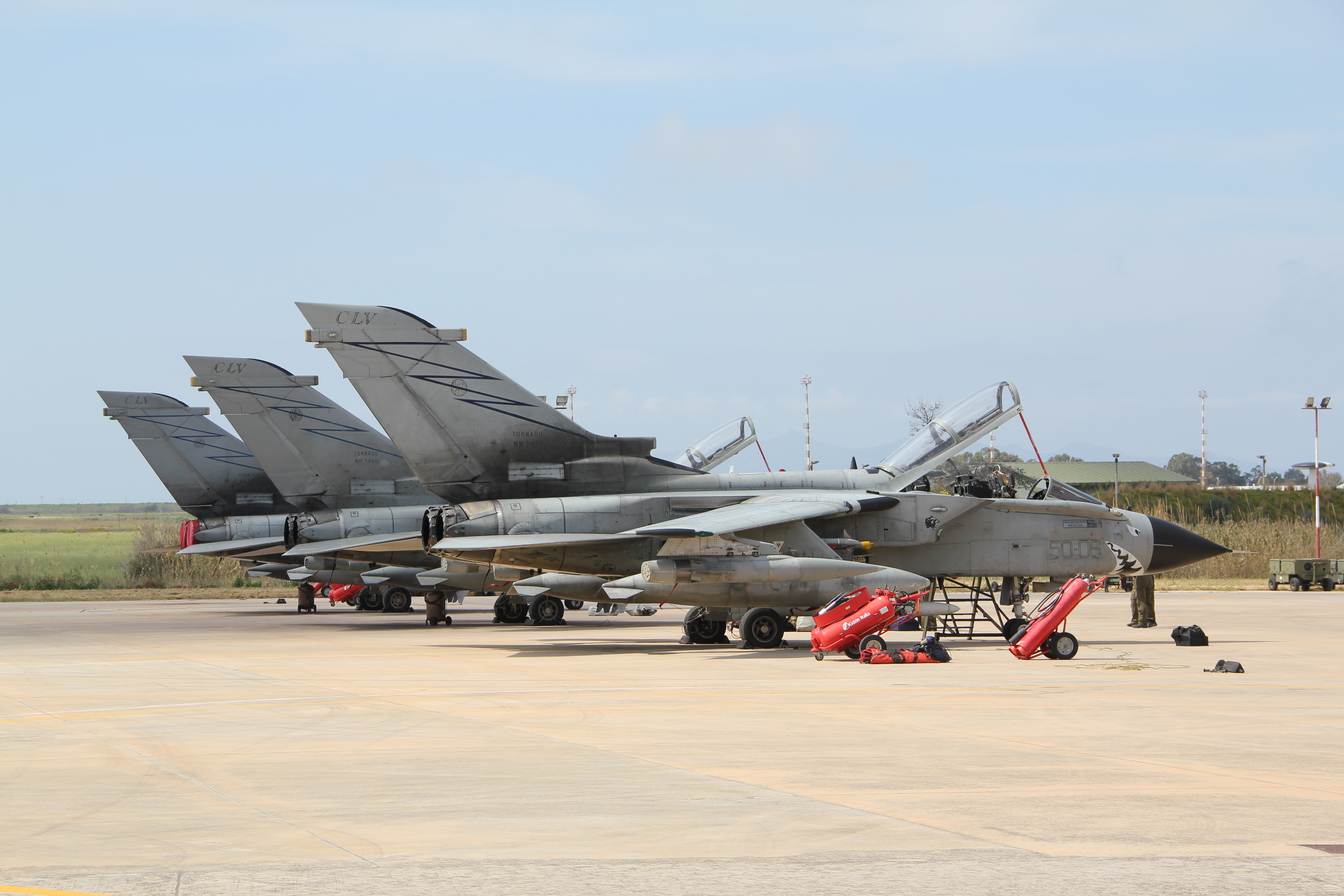
Panavia Tornado de la Royal Air Force sur la base aérienne de Trapani (Italie) lors de l', 1er avril 2011.

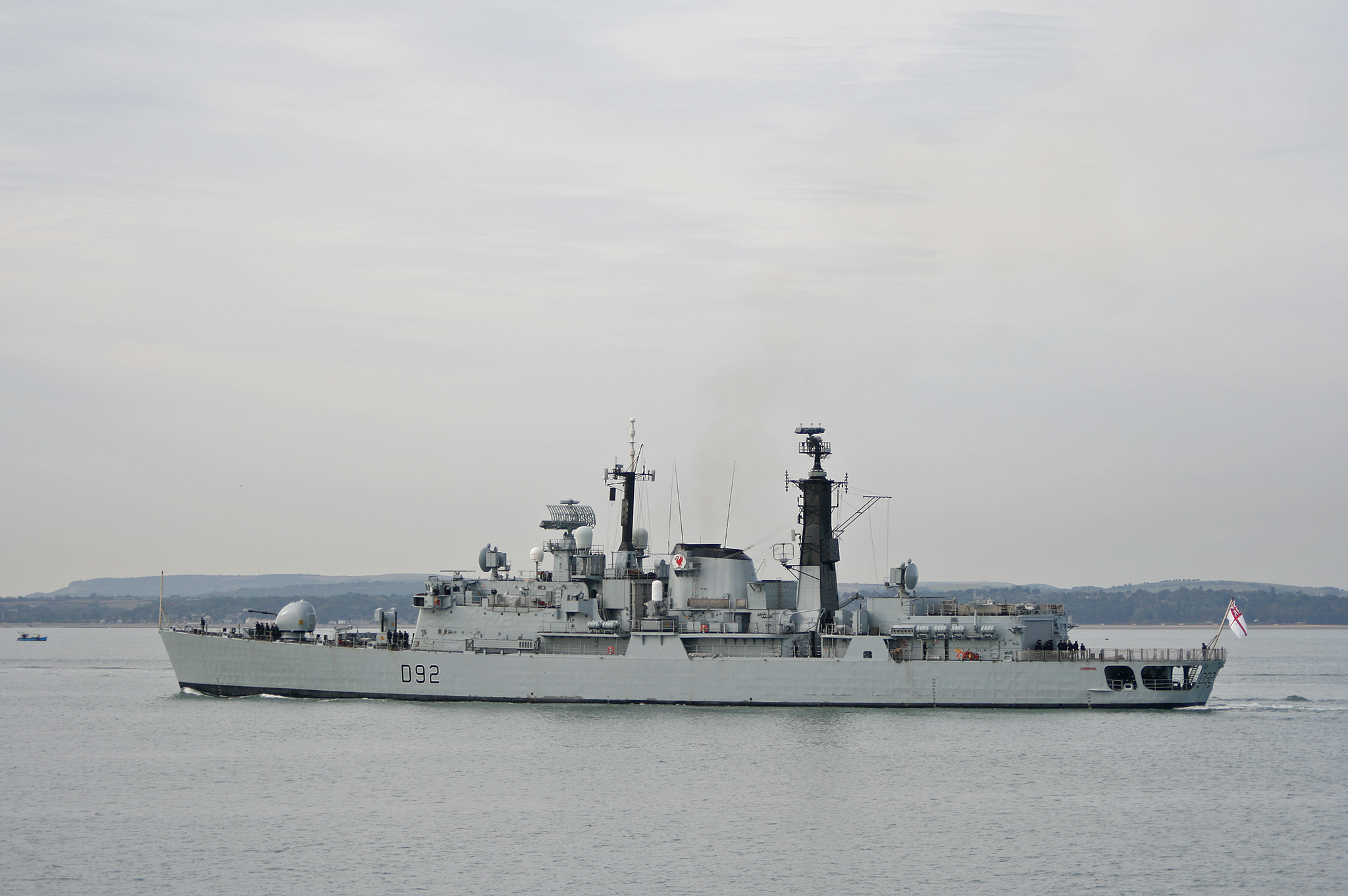
Le HMS Liverpool de la Royal Navy déployé en mer Méditerranée.

Le 19 mars, une vingtaine d'objectifs composés de nœuds de communication stratégiques et de systèmes de défense anti-aérienne libyens sont frappés à l'aide de 124 missiles de croisière BGM-109 Tomahawk tirés à partir de SSGN, de SNA et de destroyers de classe Arleigh Burke américains et d'un SNA britanniques (HMS Triumph). Durant la nuit du 19 mars 2011 au 20 mars 2011, des avions britanniques Tornado GR.4 en provenance directe de la base de RAF Marham bombardent la région de Tripoli et l'armée libyenne met en action sa défense anti-aérienne. Trois bombardiers américains B-2 lâchent quarante bombes ou quarante-cinq JDAM sur l'aéroport de Ghardabiya (en) à 15 km au sud de Syrte.
Le 31 mars, l'OTAN prend le commandement de l'opération (« Unified Protector »).
Durant l'opération, 1 pilote de la RAF fut tué dans un accident en Italie. Les Britanniques mirent hors de combat de nombreux systèmes de défense anti-aérienne libyens et détruisirent 100 véhicules blindés, chars et pièces d'artillerie au 12 avril.